# Eindeutiger molekularer Identifikator
Eindeutige molekulare Identifikatoren (UMI, Abkürzung für englisch Unique molecular identifiers) oder molekulare Barcodes (MBC) sind kurze Sequenzen oder molekulare „Tags“, die DNA-Fragmenten in einigen Protokollen zur Vorbereitung von Sequenzierungsbibliotheken der nächsten Generation hinzugefügt werden, um das eingegebene DNA-Molekül zu identifizieren. Diese Tags werden vor der PCR-Amplifikation hinzugefügt und können verwendet werden, um Fehler und quantitative Verzerrungen, die durch die Amplifikation entstehen, zu reduzieren.
Anwendung findet diese Technik beispielsweise in der Analyse einzigartiger cDNAs zur Vermeidung von PCR-Verzerrungseffekten in ICLIP, Variantenbestimmungsverfahren in ctDNA, Genexpression in Einzelzell-RNA-Sequenzierung und Haplotypisierung via Linked-read-Technologie.